# Lumbricillus kalatdlitus
Lumbricillus kalatdlitus is een ringworm uit de familie van de Enchytraeidae. De wetenschappelijke naam van de soort is voor het eerst geldig gepubliceerd in 1970 door Nurminen.